# Dezperadoz
Dezperadoz (искажённое исп. Desperados — отчаянные) — немецкая трэш-метал/кантри-группа основанная поющим гитаристом Алексом Крафтом (Alex Kraft) и поющим бас-гитаристом Томом Энджелриппером из группы Sodom. Главной особенностью творчества группы является смешение метала с одной стороны и музыкой в духе саундтреков к вестернам 50-60 годов с другой. Подобное можно также найти в лирике группы, особенно во втором альбоме.

## История
Группа появилась на свет в 2000 году и тогда же выпустила свой первый альбом The Dawn of Dying. Альбом был выдержан в духе смешения хэви-метала и мелодий вроде саундтреков к спагетти-вестернам. В том числе в качестве интро использовалась главная тема из фильма Однажды на Диком Западе за авторством Эннио Морриконе и кавер на песню «Ghost Rider in the Sky» кантри певца Стэна Джонса. Группа также успела принять участие в туре, но по семейным обстоятельствам он был приостановлен .
Лишь шесть лет спустя, в 2006 выходит второй альбом группы The Legend and the Truth. Он являлся концептуальным и его основной темой была жизнь знаменитого ганфайтера Уайетта Эрпа. Это первый альбом группы выпущенный под нынешним названием Dezperadoz, также он был выпущен на другом лейбле. В целом он получил довольно положительные отзывы. Например в журнале Rock Hard альбом назвали «великолепно живым». На этот раз альбом вышел более атмосферным, например многие песни имеют сюжетные прологи, а также множество отсылок к Истории Дикого Запада, прежде всего благодаря выбранному концепту.
11 ноября 2008 года выходит их новый альбом An Eye for an Eye ещё больше ориентированный на тематику Дикого Запада. По словам Крафта тема альбома это размышления о насилии, религиозном фанатизме и силе обстоятельств. Том Энджелриппер покинул группу, но в то же время периодически вносит вклад в творчество группы.
В 2012 году вышел четвёртый альбом Dead Man's Hand. На нём группа ещё больше увеличила элементы кантри в своей музыки, а также сделав вокал менее грубым.
В мае 2017 года, после нескольких изменений в составе группы, вышел концептуальный альбом Call of the Wild, повествующий об американском бандите времён дикого запада: Билли Киде.
В 2024 году выйдет шестой альбом группа под названием Moonshiner, сюжеты песен которого основаны на легендах времен Сухого закона в США.

## Состав
- Alex Kraft — ведущий вокал, гитара, лидер группы.
- Andi Kiesel — гитара.
- Manu Mandrysch — бас-гитара
- Lars Nippa — ударные

## Дискография
- The Dawn of Dying (2000)
- The Legend and the Truth (2006)
- An Eye for an Eye (2008)
- Dead Man's Hand (2012)
- Call of the Wild (2017)
- Moonshiner (2024)